# 30 Komenda Odcinka Terespol
30 Komenda Odcinka Terespol – samodzielny pododdział Wojsk Ochrony Pogranicza.
30 Komenda Odcinka sformowana została w 1945 w strukturze organizacyjnej 7 Oddziału Ochrony Pogranicza. We wrześniu 1946 odcinek przekazano nowo sformowanemu Lubelskiemu Oddziałowi WOP nr 7. W 1948, na bazie 30 Komendy Odcinka sformowano Samodzielny Batalion Ochrony Pogranicza nr 21.

## Struktura organizacyjna
Dyslokacja 30 Komendy Odcinka przedstawiała się następująco :
- komendantura odcinka i pododdziały sztabowe – Biała Podlaska
- 138 strażnica – Wygoda
- 139 strażnica – Krzyczew
- 140 strażnica – Terespol
- 141 strażnica – Kodeń

## Dowódcy odcinka
- mjr Zygmunt Tarniewski – 1946 [4]